# Tina Križanová
Tina Križanová (slovinsky: Tina Križan; narozená 18. března 1974 Maribor, Slovinsko, tehdy Socialistická federativní republika Jugoslávie) je bývalá slovinská profesionální tenistka.
Ve své kariéře vyhrála 6 turnajů WTA ve čtyřhře a na okruhu ITF jeden ve dvouhře. Na žebříčku WTA pro čtyřhru byla nejvýše klasifikována na 19. místě (2002). Účastnila se čtyřhry na Letních olympijských hrách 1992 v Barceloně spolu s Karinou Lusnicovou a v letech 2000 v Sydney a 2004 v Aténách jí byla spoluhráčkou Katarina Srebotniková.

## Finálová utkání na okruhu WTA (20)

### Vítězství – čtyřhra (6)
|   | Datum    | Turnaj                            | Kat.     | ($)     | Povrch | Spoluhráčka           | Finalistky                              | Výsledek      |
| 1 | 02/10/95 | Wismilak Open Surabaya            | Tier IV  | 107 500 | tvrdý  | Petra Kamstraová      | Nana Mijagiová Stephanie Reeceová       | 2-6, 6-4, 6-1 |
| 2 | 13/04/98 | Makarska Int’l Champ’s Makarska   | Tier IV  | 107 500 | antuka | Katarina Srebotniková | J. Kulikovská Karin Kschwendtová        | 7-6, 6-1      |
| 3 | 12/07/99 | Mezin. turnaj Palermo             | Tier IVa | 142 500 | antuka | Katarina Srebotniková | Åsa Svenssonová Sonya Jeyaseelanová     | 4-6, 6-3, 6-0 |
| 4 | 10/04/00 | Estoril Open Lisabon              | Tier IVa | 140 000 | antuka | Katarina Srebotniková | Amanda Hopmansová Cristina Torrens      | 6-0, 7-6      |
| 5 | 10/09/01 | Big Island Champ's Waikoloa       | Tier IV  | 140 000 | tvrdý  | Katarina Srebotniková | Els Callensová Nicole Prattová          | 6-2, 6-3      |
| 6 | 10/01/05 | Canberra Women’s Classic Canberra | Tier V   | 110 000 | tvrdý  | Tathiana Garbinová    | Gabriela Navrátilová Michaela Paštiková | 7-5, 1-6, 6-4 |

### Finále - čtyřhra (14)
|    | Datum    | Turnaj                                  | Kat.     | ($)       | Povrch      | Vítězky                               | Spoluhráčka           | Výsledek      |
| 1  | 07/10/96 | Wismilak Open Surabaya                  | Tier IV  | 155 340   | tvrdý       | Alexandra Fusaiová Kerry-Anne Guseová | Noëlle van Lottumová  | 6-4, 6-4      |
| 2  | 18/11/96 | Volvo Women’s Open Pattaya              | Tier IV  | {107 500  | tvrdý       | Miho Saeki Juka Jošidaová             | Nana Mijagi           | 6-3, 7-5      |
| 3  | 06/07/98 | Piberstein Styria Open Maria Lankowitz  | Tier IV  | 107 500   | antuka      | Laura Montalvová Paola Suárezová      | Katarina Srebotniková | 6-1, 6-2      |
| 4  | 20/09/99 | SEAT Open Lucemburk                     | Tier III | 180 000   | koberec (h) | Irina Spîrleaová Caroline Vis         | Katarina Srebotniková | 6-1, 6-2      |
| 5  | 25/10/99 | Generali Open Linec                     | Tier II  | 520 000   | koberec (h) | Irina Spîrleaová Caroline Visová      | Larisa Neilandová     | 6-4, 6-3      |
| 6  | 01/05/00 | Croatian Ladies Open Bol                | Tier III | 170 000   | antuka      | Julie Halardová Corina Morariuová     | Katarina Srebotniková | 6-2, 6-2      |
| 7  | 09/10/00 | Japan Open Tokio                        | Tier III | 170 000   | tvrdý       | Julie Halardová Corina Morariuová     | Katarina Srebotniková | 6-1, 6-2      |
| 8  | 13/11/00 | Volvo Women’s Open Pattaya              | Tier IVb | 110 000   | tvrdý       | Yayuk Basukiová Caroline Visová       | Katarina Srebotniková | 6-3, 6-3      |
| 9  | 09/04/01 | Estoril Open Estoril                    | Tier IV  | 140 000   | antuka      | Květa Peschkeová Barbara Rittnerová   | Katarina Srebotniková | 3-6, 7-5, 6-1 |
| 10 | 13/08/01 | Rogers Cup Toronto                      | Tier I   | 1 200 000 | tvrdý       | Kimberly Poová Nicole Prattová        | Katarina Srebotniková | 6-3, 6-1      |
| 11 | 18/02/02 | Copa Colsanitas Bogota                  | Tier III | 170 000   | antuka      | Virginia Ruano Paola Suárezová        | Katarina Srebotniková | 6-3, 6-2      |
| 12 | 25/02/02 | Abierto Mexicano Pegaso Acapulco        | Tier III | 200 000   | antuka      | Virginia Ruano Paola Suárezová        | Katarina Srebotniková | 7-5, 6-1      |
| 13 | 17/02/03 | Copa Colsanitas Bogota                  | Tier III | 170 000   | antuka      | Katarina Srebotniková Åsa Svenssonová | Taťána Perebijnisová  | 6-2, 6-1      |
| 14 | 17/05/04 | Internationaux de Strasbourg, Štrasburk | Tier III | 170 000   | antuka      | Lisa McSheaová Milagros Sequeraová    | Katarina Srebotniková | 6-4, 6-1      |

## Pořadí na žebříčku WTA ve dvouhře/konec roku
| Rok    | 1990 | 1991   | 1992   | 1993   | 1994   | 1995   | 1996   | 1997   | 1998   | 1999   | 2000   | 2001   |
| Pořadí | 392. | ▲ 351. | ▲ 222. | ▲ 181. | ▲ 122. | ▼ 127. | ▼ 168. | ▼ 177. | ▲ 141. | ▲ 136. | ▼ 211. | ▼ 732. |